# グローバーのウラナイ!
グローバーのウラナイ!は、2002年4月1日から2003年3月27日までニッポン放送LF+Rで月曜 - 木曜・24時 - 25時に放送されていた深夜放送ラジオ番組。（当初はグローバー義和のウラナイ!?というタイトルだった）。パーソナリティはグローバー義和。

## 概要
この番組は、神田比呂志LF+Rチーフディレクター（当時）の「今は占いがブーム」という発案によって始まり、占いを中心に番組を進めていくものだった。そのため月曜〜水曜は占い師がレギュラー出演していた。リスナーやゲストが出演し、占い師に占ってもらうコーナー、グローバーの生歌コーナー（木曜）などがあった。挨拶は「ハッピンバ!」。放送終了後のこの時間はくりぃむしちゅー上田晋也の『知ってる?24時。』になり、グローバーは『オールナイトニッポンいいネ!』へ移動した。

## パーソナリティ
- グローバー義和
- バースデー喜多寺（月曜）
- 弦エニシ（火曜）
- マダム・ミハエル（水曜）

| ニッポン放送 月曜 - 木曜24:00枠 | ニッポン放送 月曜 - 木曜24:00枠 | ニッポン放送 月曜 - 木曜24:00枠 |
| 前番組                          | 番組名                          | 次番組                          |
| ------------------------------- | ------------------------------- | ------------------------------- |
| LF+RフライングNIGHT!            | グローバーのウラナイ!           | 知ってる?24時。                 |